# Duc de Berry
El títol de  Duc de Berry  o  Berri  (Francès:  duc de Berry ) és un títol nobiliari francès que va ser utilitzat sovint pels membres menors de la Família Reial Francesa. La regió de Berry incloïa els actuals departaments de Cher, Indre i part de Viena. Tenia com a ciutat central a Bourges i comptava amb les castellanies de Lury, Mehun-sur-Yèvre i Vierzon.

Armes del Duc de Berry des de 1461.

Aquest ducat va ser lliurat per la Corona Francesa en diverses ocasions. El 1360 va ser concedit per primera vegada a Joan de Valois, el tercer fill del rei Joan II de França. Joan va morir el 1416 sense descendència masculina i el ducat va ser concedit al seu renebot, Joan, delfí de França i duc de Turena, que era primogènit del rei Carles VI de França però Joan va morir poc després. El 1417 es va concedir per tercera vegada el ducat, en aquesta ocasió al següent fill de Carles VI, Carles de Valois que també havia rebut el títol de duc de Turena. El 1422 el duc de Berry va succeir al seu pare en el tron amb el nom de Carles VII. Aquest monarca va concedir el ducat el 1461 al seu germà petit, també anomenat Carles però aquest ho va canviar pel de Normandia el 1465. El 1517 es va concedir el ducat de Berry a la filla del comte Carles d'Angulema, la reina Margarida de Navarra que va ser l'única germana del rei Francesc I però la reina Margarida va morir el 1549 i ducat de Berry va ser concedit el 1550 a una neboda d'aquesta i germana del rei Enric II que tenia el mateix nom i que va morir el 1574. Dos anys després es van concedir al duc d'Alençon, germà del rei Carles IX, els ducats de Berry, Anjou i Turena però en morir el duc el 1584, de nou, el títol va tornar a la Corona Francesa.
No va tornar a utilitzar fins a l'any 1686, quan Carles de Borbó, tercer fill del Gran Delfí i net de Lluís XIV, va rebre en néixer el títol (però no el ducat). Carles va rebre els ducats d'Alençon i d'Angulema el 1710, però va preferir seguir utilitzant el títol de duc de Berry fins a la seva mort el 1714 que es va produir sense un hereu per als seus ducats. El 1754 Lluís August de Borbó, net del rei Lluís XV, va rebre en néixer el títol de duc de Berry. El 1765 Lluís August es va convertir en delfí de França i el 1774 va succeir al seu avi amb el nom de Lluís XVI. Lluís XVI va concedir el ducat de Berry al seu nebot Carles Ferran de França, segon fill del seu germà el Comte d'Artois, com a gentilesa des del seu naixement el 1778 fins al seu assassinat el 1820.

## Ducs de Berry

### Ducs de Berry, primera concessió (1360)
- Joan de Valois  (1340-1416)

### Ducs de Berry, segona concessió (1416)
- Joan de Valois, Delfí de França i duc de Turena  (1398-1417)

### Ducs de Berry, tercera concessió (1417)
- Carles  (1403-1461), (posteriorment  Carles VII  com a rei de França)

### Ducs de Berry, quarta concessió (1461)
- Carles de Valois  (1446-1472), va canviar el ducat de Berry pel de Normandia el 1465

### Ducs de Berry, cinquena concessió (1498)
- Joana de Valois, reina de França i duquessa d'Orleans  (1464 -1505)

### Ducs de Berry, sisena concessió (1517)
- Margarida d'Angulema, reina de Navarra i duquessa d'Alençon  (1492-1549)

### Ducs de Berry, setena concessió (1550)
- Margarida de Valois i de França  (1523-1574)

### Ducs de Berry, vuitena concessió (1576)
- Francesc de Valois, duc d'Anjou i d'Alençon  (1555-1584)

### Ducs de Berry, novena concessió (1686)
- Carles de Borbó  (1686-1714)

### Ducs de Berry, desena concessió (1754)
- Lluís August de Borbó  (1754-1793), (posteriorment  Lluís XVI  com a rei de França)

### Ducs de Berry, onzena concessió (1778)
- Carles Ferran de França  (1778-1820)